# Agden (Cheshire West and Chester)
Pour les articles homonymes, voir Agden.
Agden est une paroisse civile et un village du Cheshire, en Angleterre.